# Danubiana
Музей «Danubiana» (також «Данубіана»; словац. Danubiana Meulensteen Art Museum), музей сучасного мистецтва, розташований на річці Дунай, приблизно в 15 км на південь від словацького міста Братислава — недалеко від району Чуново; був відкритий у вересні 2000 року, в 2014 році був розширений; проводить тимчасові виставки тривалістю 3-4 місяці; включає в себе парк скульптур.

## Історія і опис

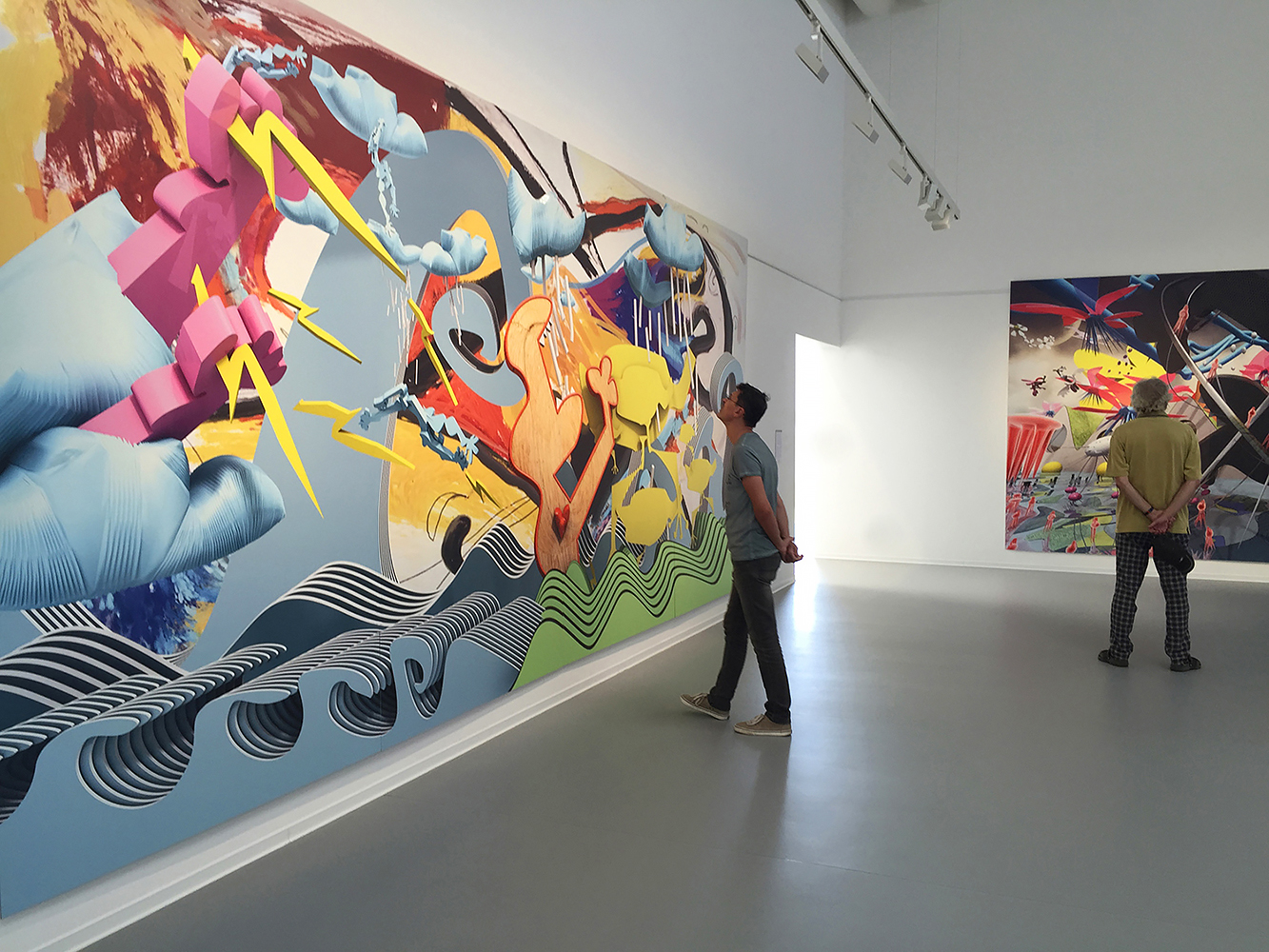
Роботи Степана Рябченко на 3-й Дунайської бієнале в Danubiana-Meulensteen Art Museum

Проект «Danubiana» веде свою історію з 1990 року, коли Вінсент Полякович з Попрада — разом зі своїми друзями — здійснив подорож «слідами» Вінсента Ван Гога: під час майже місячної поїздки група відвідала всі місця, де жив і працював голландський художник. Після свого повернення Полакович відкрив 9 вересня 1993 року першу приватну галерею в Словаччині — під назвою «Жовтий будинок Вінсента Ван Гога» (Žltý dom Vincenta van Gogha). Метою галереї було продовження ідей, які художник почав розвивати більш 100 років тому, ще працюючи і живучи у французькому місті Арле. Крім копій творів самого ван Гога, створених словацькими реставраторами, «Жовтий будинок» регулярно виставляв роботи сучасних — в основному, словацьких художників, проводячи як персональні, так і колективні виставки. У 1994 році Полякович познайомився з голландським колекціонером і меценатом Жераром Мейленштейном з Ейндховена: у важких економічних умовах Словаччини початку — середини 90-х років, Мейленштейн допоміг реалізації проекту.
В ході серії зустрічей і дискусій, проведених у період з 1995 по 1999 рік, Мейленштейн і Полякович вирішили створити в Братиславі музей сучасного мистецтва; передбачалося, що музей буде представляти іноземних художників і скульпторів в сучасних виставкових просторах. У 1999 році вони приступили до реалізації проекту: будівництво музею почалося на південь від Братислави, на півострові Чуновського каналу. Музей, який отримав офіційну назву «Danubiana Meulensteen Art Museum», був відкритий 9 вересня 2000 року. Фінансовий внесок Мейленштейна у створення культурного закладу був багато в чому унікальний для колишніх соціалістичних країн.
У 2008 році засновники музею почали розвивати ідею розширення музейного простору: у нових залах можна було б експонувати постійну колекцію творів мистецтва, зібрану до того моменту. Вони ініціювали зустріч молодих голландських і словацьких архітекторів, які спільно створили проектну документацію. У 2011 році Мейленштейн подарував музей, що належав йому, державі; уряд Словацької Республіки прийняв дар і створив спеціальну некомерційну організацію, яка підпорядковується безпосередньо міністерству культури країни.
Розширення музейного простору почалося 17 березня 2013 року, музей був повторно відкритий для широкої публіки міністром культури Мареком Магаричем 9 вересня 2014 року. Міжнародне журі архітекторів і будівельників вирішило присудити проекту нагороду «Будівництво року», за 2014 рік. З моменту повторного відкриття музей представив більше 50 виставок, які відвідали 120 000 чоловік.

## Українські художники в Danubiana-Meulensteen Art Museum
29 серпня 2015 року в музеї мистецтва Мюеленстін Данубіана відкрилася 3-тя Дунайська бієнале сучасного мистецтва. В цьому році вперше запрошений куратор Христина Яросова розкрила тему «Сучасні ікони. Мистецтво видовища». Свої роботи представили 22 художника з десяти придунайських країн, серед яких Німеччина, Австрія, Словаччина, Угорщина, Хорватія, Сербія, Болгарія, Румунія і Молдова.
Незважаючи на те, що Дунай лише в кінці свого шляху стикається з Україною, впадаючи в Чорне море недалеко від Одеси, з України були відібрані відразу три художника. Два масштабних полотна Степана Рябченко з фантастичними сюжетами, впевнено виділялись своєю барвистою, виразною і дуже переконливою реальністю винайденого цифрового фігуративу та нагадували собою класичні полотна із зображенням епічних баталій. Масштабна інсталяція «Сибір» Микити Шаленного з політичним підтекстом, зроблена з рушників у вигляді сибірського пейзажу з бірками «Made in China». Та колючий турнікет Данила Галкіна, який уповільнював хід глядача, що вступав у взаємодію з інсталяцією, проходячи яку відчував дискомфортний прохід неначе в іншу реальність.